# サラヤ (プロレスラー)
サラヤ＝ジェイド・ベヴィス（Saraya-Jade Bevis、1992年8月17日 - ）は、イギリスのプロレスラー。イングランドのノーフォーク州ノリッジ出身。現在はAEWにてサラヤ（Saraya）のリングネームで活動。
父はイギリスのインディー団体で活動しWAW（ワールド・アソシエーション・オブ・レスリング）を旗揚げしたリッキー・ナイト。母はイギリスのインディー団体やアメリカのインディー団体であるSHIMMER、SHINEにてスウィート・サラヤのリングネームで活躍しているサラヤ・ナイト。兄の"ゼブラ・キッド"ロイ・ナイトと"ゾディアック"ザック・ナイトもプロレスラー。

## 来歴
2005年に家族経営のWAWでプロレスラーデビューを果たす。2007年6月にはWAWWタッグ王座を奪取、その後はヨーロッパのインディー団体を転戦。2009年8月には母サラヤと対決しHEW女子王座とWAWWブリティッシュ王座を奪取した、11月にはイリミネーション戦で最後に母サラヤを破りRDW女子王座も獲得した。2010年5月には母娘タッグでPWF女子タッグ王座になった。ブリタニー・ナイト（Britani Knight）のリングネームでプロレスリングEVEに参戦、2011年4月、初代EVE王者を決めるトーナメントに参戦し1回戦で敗れたが敗者復活戦から勝ちあがって決勝戦でニッキー・ストームを破りトーナメント優勝。それと平行し2011年3月からはアメリカにも進出しシカゴのインディ団体SHIMMERに参戦、母とのタッグでSHIMMERタッグ王座に2度挑戦、松本浩代&大畠美咲組や浜田文子&栗原あゆみ組と対戦している、その後母との仲間割れから抗争を繰り広げた。そしてWWEからナイト一家にトライアウトへの招待が入り、トライアウトを受け2011年9月、WWEとデベロップメント契約。傘下団体のFCWにて、2012年1月5日、サラヤ（Saraya）のリングネームでFCWデビュー、後にペイジ（Paige）とリングネームを変更して活動。ソフィア・コルテスとラクエル・ディアスをパートナーにアンチ・ディーヴァなるユニットを結成し、オードリー・マリーやケイトリンと抗争を展開した。
2012年6月、FCWと統合し内容を一新したNXTにてアリシア・フォックスと抗争し、連勝するなど一目置かれた存在へと成長し、サマー・レイとの抗争やWWE所属のディーヴァたちと戦うなどNXTではトップの位置を確立。
2013年5月、NXTにて新設されたNXT女子王座争奪トーナメントに出場。一回戦でタミーナ・スヌーカ、準決勝ではアリシア・フォックス、そして決勝でエマを破り、初代NXT女子王者となった。
2014年4月7日、Wrestle Mania 30を終了後翌日のRAWに初登場ながらディーヴァズ王座を保持するAJに挑戦して勝利し、ディーヴァズ王座を奪取した。これによりペイジは、最初で最後の、ディーヴァズ王座とNXT女子王座を同時に保有した選手になった。4月24日NXTにてNXT女子王座を返還。5月4日、PPVであるExtreme Rules 2014にてタミーナ・スヌーカから、6月1日のPPV、Payback 2014ではアリシア、6月29日のPPV、Money in the Bank 2014にてナオミと対戦し、いずれも王座を防衛している。6月30日、RAWにてこれまで自分を認めていなかった観客を挑発していたところ、AJが登場して王座戦となり、敗戦してベルトを失った。その後はAJに対して友好的に接していたが、隙を見て急襲してヒールターン。心理戦を仕掛けた挙句サマースラムの王座戦で勝利、ディーヴァ王座を再獲得した。9月21日、Night of Champions 2014のニッキー・ベラを交えた三つ巴戦にて敗れ、AJに王座を奪われた。
2015年1月、ナタリヤとブリー・ベラの試合でナタリヤのセコンドとして登場。試合後ベラ姉妹に攻撃を加えると共にフェイスターン。ナタリヤと組んで姉妹との抗争を開始。
2016年7月19日、2016 WWE draftにてRAWへの所属が決まる。8月3日、ペイジの母親であるサラヤ・ナイトがTwitter上において『負傷で欠場している』と公表。しかし、同月17日にWWEは違法薬物の使用によりウェルネスポリシーに違反したとして30日間の出場停止処分を発表。9月には負傷箇所が首である事を公表。10月10日、再びウェルネスポリシー違反で60日間の出場停止処分がWWEより発表される。10月19日には頸部の手術を受け成功した。
2017年7月9日、フロリダ州に所在するオーランド国際空港にて恋人であるアルベルト・ロドリゲスと喧嘩となり、警察沙汰になる事件を起こす。11月20日、RAWにて復帰。ソーニャ・デヴィルとマンディ・ローズを率いて、試合中のアリシア・フォックス、サーシャ・バンクス、ベイリー、ミッキー・ジェームスを襲撃した。
しかし、2017年12月27日にニューヨーク州ユニオンデールにあるナッソー・ベテランズ・メモリアル・コリセウムで開催されたライブショーでの6人タッグマッチ（ベイリー＆ミッキー・ジェームズ＆サーシャ・バンクスvsペイジ＆マンディ・ローズ＆ソーニャ・デヴィル戦）において、コーナーに詰めた状態でサーシャ・バンクスのキックを受け首を負傷。試合はレフェリー・ストップ裁定となった。
その負傷により予定されていたロイヤルランブルへの出場はできなくなった。
2016年に首を負傷した際に治療を受けた医師からレスラーを続けるのは無理だと言われていた事、今回の怪我でWWE専属の医師からドクターストップが掛かった事などから引退を決める。
2018年4月9日、RAWにてサーシャ・バンクス対マンディ・ローズ戦後に引退を発表した。ファンから”thank you paige”という温かいチャントに包まれ、マイクと自分のTシャツをリングに置いて退場した。翌日の4月10日のSmackDown LIVEにてダニエル・ブライアンの現役復帰により空席となったGMに就く事がシェイン・マクマホンからリング上で発表され登場し、リング上から観客に向けアピールを行った。
2022年6月11日、自身のツイッターで7月7日の契約完了を持ってWWEを離れることと、ペイジ（Paige）のリングネームを終了することをファンに報告。復帰時期に関してはは未定。
2022年9月21日、AEWのGrandSlam大会で復帰を発表。

## 人物
- イギリスでのデビュー当時自宅にあったビデオテープを通して英国の古い時代のプロレスを学んだ。特にジョニー・セイントの試合がよかったと語る[6]。
- デビュー当時の好きなレスラーは、アランドラ・ブレイズ、エディ・ゲレロ、ストーンコールド、ブル中野。ブル中野に関しては、自身のフェイバリット技PTOは中野の技「ブルズアンヘリート」からインスパイアされたものとのこと[6]。
- SHIMMER参戦時に対戦した日本人選手からは多くのことを学んだと語る。また日本のハードヒットスタイルも好きだという。特に浜田文子はその時代に対戦した選手の中で特にすごいと思うと語っている[6]。
- WWE制作の映画『SANTA'S LITTLE HELPERA』で女優デビュー。2015年にはリアリティ番組『タフ・イナフ』にも出演。本人いわく「イヤな役を演じているつもり」とのことでWWEと契約することは簡単ではないということを諭す役割を担う[6]。

## 得意技

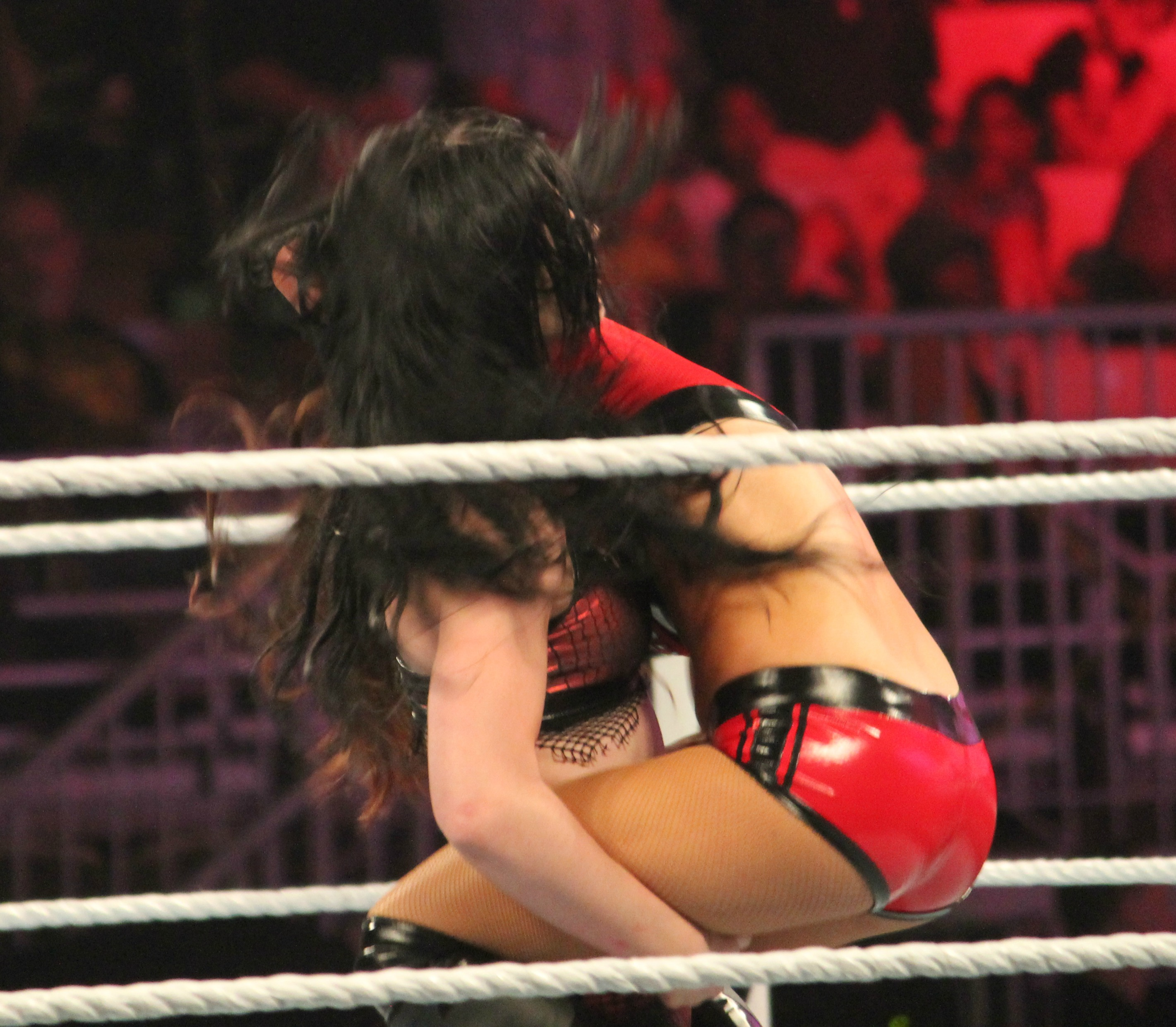
ラン・ペイジ

基本的には3種類のフィニッシャーを持っており、そのうちの、どの技でも王座を獲得もしくは防衛している。

### フィニッシュホールド
ペイジ・ターナー
フィニッシャー。
スウィンギング・レッグフック・ファイヤーマンズキャリースラム
ファイヤーマンズキャリーの形で相手を担ぎ上げずに自らの身体を捻らせ、相手ごと横回転して後頭部からマットに叩きつける。相手は脚をすくわれるような形で後頭部からマットに叩きつけられる。
この技で初代NXT女子王者になり、初登場のRAWでは、AJリーから王座を奪取した。
ペイジズ・タップ・アウト
フィニッシャー。
変形スコーピオン・クロスフェイス。ブル中野のブルズ・アンへリートと同型技。
略称でPTOと呼ばれる場合がある。
ナイト・ライト / ラン・ペイジ
変形フィッシャーマンズDDT フィニッシャー。
フィッシャーマンズ・スープレックスの体勢から相手を抱きかかえるようにして担ぎ上げ、そのまま後方へと倒れこむことで脳天からマットに突き刺すフィッシャーマンズ式の変形DDT。ほぼ受け身不能の戦慄的なフィニッシュ・ホールド。
この技で、再びAJリーから王座を奪取している。

### その他得意技
ヘッドバット
タランチュラ
ボストンクラブ
スタン・レーン
サイドキック

## 獲得タイトル

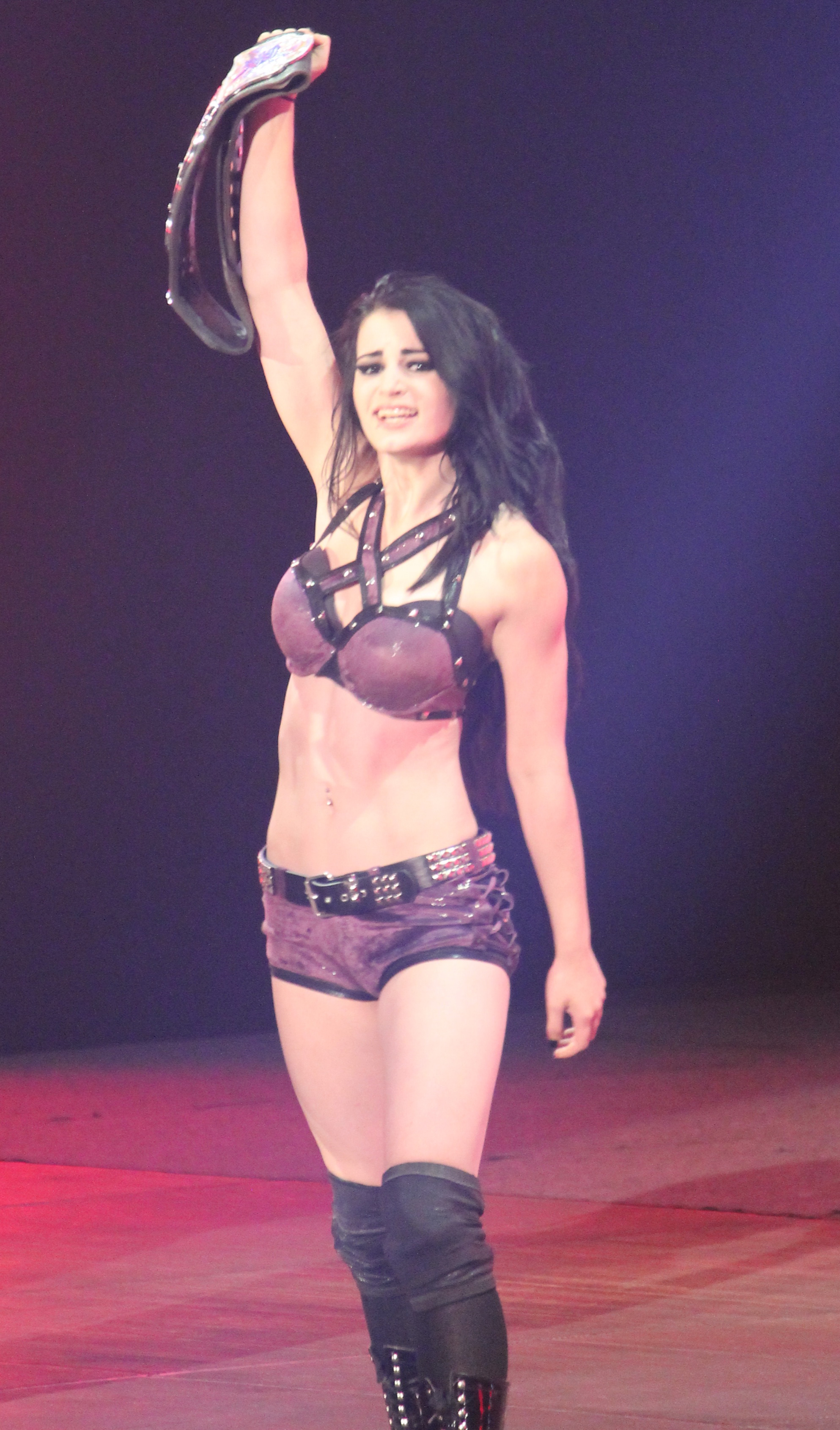
2014年、ディーヴァズ王者時代

WWE
- WWEディーヴァズ王座 : 2回
- NXT女子王座 : 1回

WAWW（World Association of Women's Wrestling）
- WAWWブリティッシュ女子王座 : 1回
- WAWWブリティッシュタッグチーム王座 : 1回

w / メロディ
- WAWW女子ハードコア王座 : 1回

EVE
- EVE王座 : 1回

GSW
- GSW女子王座 : 1回

Herts & ESSEX Wrestling
- HEW女子王座 : 2回

PWF
- PWF女子タッグチーム王座 ; 1回 w / スウィート・サラヤ（英語版）

RDW
- RDW女子王座 : 1回

RQW
- RQW女子王座 : 1回

SCW
- SCW女子王座 : 1回

AEW
- AEW女子世界王座 : 1回

## 入場曲
- Faint
- Smashed In the Face
- Stars in the Night
- Zombified - 現在[いつ?]使用中